# 吴禹寅
吴禹寅（1990年1月8日—），曾用名赖阳，是一名中国足球运动员，现效力中国足球超级联赛球队上海东亚，司职后卫。

## 俱乐部生涯
2002年，吴禹寅进入浙江绿城的青训体系，并在2007年入选由浙江绿城青年队组成的杭州三超征战中乙联赛。杭州三超解散后，他进入绿城的预备队名单，2011年被提升进入一线队，注册名字为赖阳。2012年，他改名吴禹寅注册联赛。2012年10月20日，他在杭州绿城主场对阵贵州人和的比赛顶替受伤的石柯首发登场并打满全场，上演中超联赛首秀，帮助球队1比1逼平对手。他在2012赛季得到两次联赛首发机会，并都踢满全场。
2012年12月底，吴禹寅转会加盟中超联赛升班马上海东亚。2013年4月7日，他在中超第四轮上海东亚主场2比0击败长春亚泰的比赛第78分钟替补路易斯·卡贝萨斯出场，首次代表上海东亚在正式比赛亮相。